# Сан-Катальдо
Сан-Катальдо (італ. San Cataldo, сиц. San Cataldu) — муніципалітет в Італії, у регіоні Сицилія,  провінція Кальтаніссетта.
Сан-Катальдо розташований на відстані близько 510 км на південь від Рима, 90 км на південний схід від Палермо, 8 км на захід від Кальтаніссетти.
Населення — 23 465 осіб (2014).

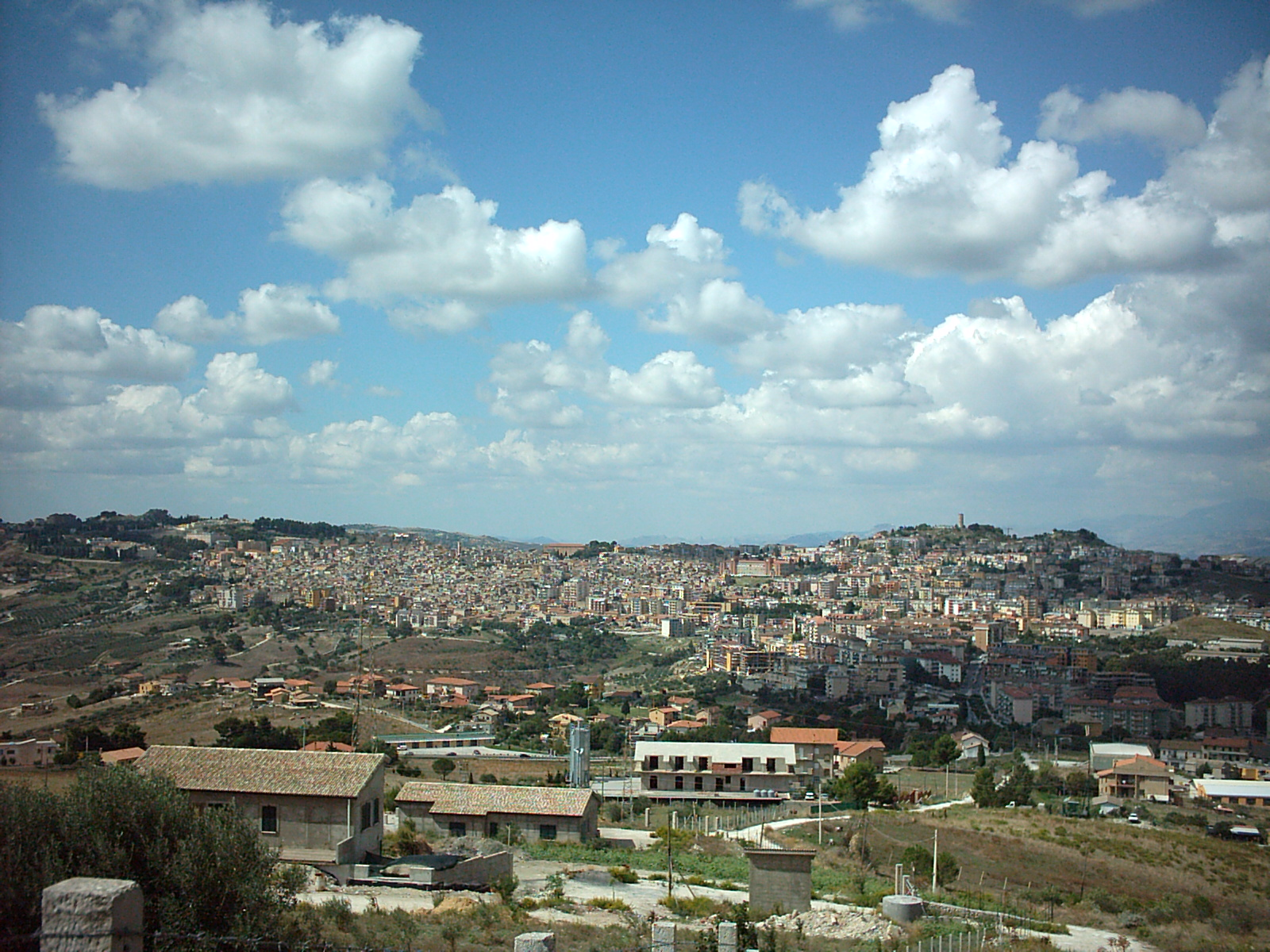

Щорічний фестиваль відбувається 10 травня. Покровитель — San Cataldo.

## Демографія
Населення за роками:

Станом на 1 січня 2023 року в муніципалітеті офіційно проживало 328 іноземців з 36 країн, серед них 167 громадян країн Євросоюзу та 4 громадяни України.

## Відомі особистості
У місті народився:
- Джузеппе Алессі (1905—2009) — італійський політик.

## Сусідні муніципалітети
- Кальтаніссетта
- Муссомелі
- Серрадіфалько
- Маріанополі